# Sifaca de Verreaux
El sifaca de Verreaux (Propithecus verreauxi) és un primat estrepsirrí de la família dels índrids. Viu a Madagascar i se'l pot trobar a diferents hàbitats. És de color taronja, blanc i negre. Salta d'un tronc a l'altre en salts que mesuren més de sis metres. A terra, fa salts laterals. Aquest tàxon fou anomenat en honor d'un dels germans Verreaux.